# Locomotiva duplex

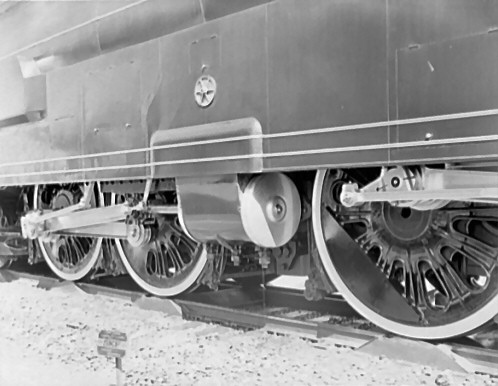
Dettaglio del secondo gruppo dei cilidri della PRR S1.

Una locomotiva duplex è una locomotiva a vapore che divide lo sforzo di trazione sui suoi assi usando due paia di cilindri montati su un solo telaio rigido; non è articolata. Questa concezione fu usata per la prima volta in Francia nel 1863, ma fu sviluppata soprattutto all'inizio degli anni '30 dalla Baldwin Locomotive Works, la più grande costruttrice di locomotive a vapore in America settentrionale, sotto la supervisione del suo allora ingegnere capo Ralph P. Johnson.
Prima di ciò, il termine locomotiva duplex era talvolta applicato alle locomotive a vapore articolate in generale.

## Baltimore and Ohio N-1 #5600George H. Emerson

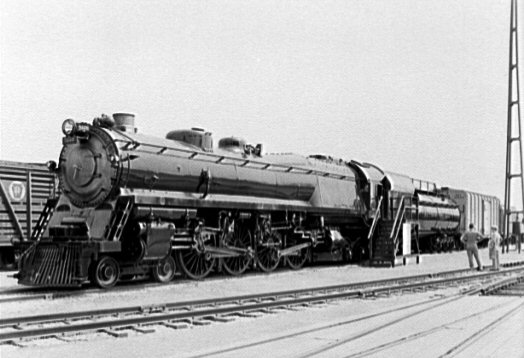
L'unico esemplare di N-1.

La prima compagnia che adottò l'idea fu la Baltimore & Ohio Railroad, che rifiutò una proposta della Baldwin nel 1932–33 e costruì la B&O N-1 5600 George H. Emerson nelle proprie officine senza l'assistenza della Baldwin. La locomotiva fu completata nel maggio 1937 e riuscì ad avere lo stesso passo accoppiato delle Mountain avendo il secondo gruppo di cilindri montati al contrario, sui fianchi del focolare e muovendo in avanti lo stesso gruppo di assi accoppiati. I risultati non raggiunsero l'ideale, le dimensioni dei cilindri e del focolare rendevano entrambi gli elementi obbligati alle loro posizioni, i tubi di convogliamento del vapore si dimostrarono problematici e i cilindri subivano infiltrazioni di polvere e sentivano il calore del focolare vicino.
La locomotiva fu usata poco e collaudata fino al ritiro nel 1943. Per la B&O non ebbe abbastanza successo da esprimere ulteriore interesse.

## PRR S1

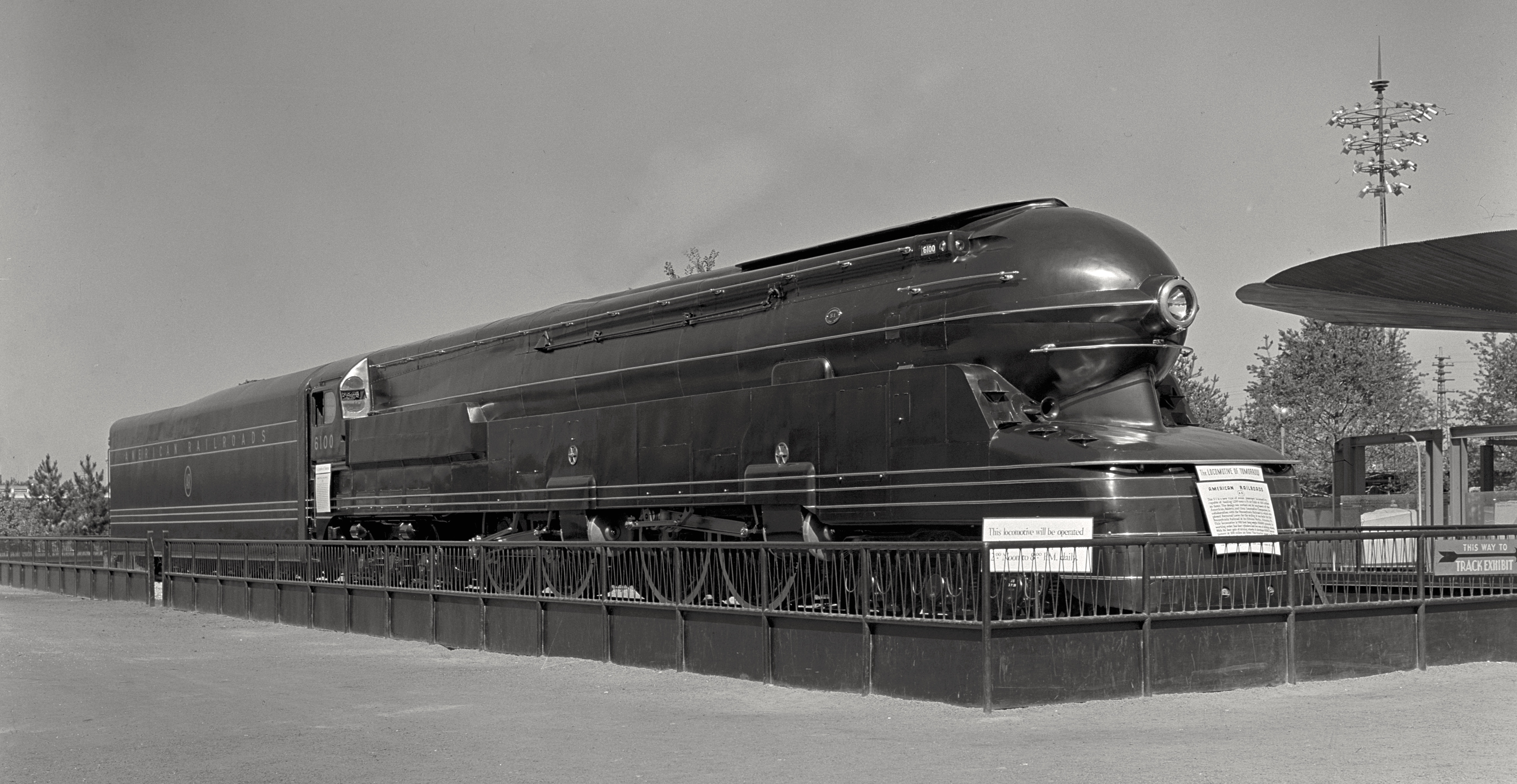
La S1 alla Fiera Mondiale di New York del 1939.

L'uso del sistema duplex fu usato sulla S1 della Pennsylvania Railroad, progettata per trainare convogli da 1090 t a 160 km/h in pianura e raggiungere tale velocità in breve tempo. Erano necessari 4000 hp per tali richieste, così la PRR e la Baldwin crearono forse la più grande locomotiva per treni passeggeri di sempre: lunga 42,74 m, pesante 480 t (compreso il tender), di rodiggio 6-4-4-6. In effetti, era troppo grande per poter funzionare lungo la maggior parte della rete della Pennsy e fu usata solo sulla Chicago-Crestline (455 km). Entrata in servizio nel dicembre 1940, era forte e potente, ma prona a slittate e altri problemi poi sorti sulle successive duplex. 
In generale, i suoi difetti sono stati cancellati semplicemente come i problemi iniziali di un primo prototipo. Fu dismessa nel 1946. Questa macchina fu soprannominata "The Big Engine" (La Grande Motrice).

## La fine
Ad oggi non esiste nessuna duplex. Eppure, il loro successo e qualunque cosa potesse essere fatta per farle funzionare sufficientemente bene a lungo e lo sforzo sono materie controverse. Una conclusione comune è che i problemi convenzionali delle locomotive a vapore non fossero irrisolvibili come credeva la Baldwin e i rodiggi duplex introducevano tanti problemi per quanti ne risolvessero.
Un gruppo nonprofit chiamato Pennsylvania Railroad T1 Steam Locomotive Trust sta costruendo una nuova locomotiva duplex, la Pennsylvania Railroad T1 No. 5550, con l'intento di applicare migliorie dell'era del vapore post-bellico non usate o collaudate sulle T1 pre-esistenti con la speranza di creare migliori caratteristiche di prestazione. Si stima di completarla nel 2030.